# Dimension Films
Dimension Films је америчка филмска продуцентска кућа чији је власник Lantern Entertainment. Првобитно коришћена за потребе студија Miramax, The Walt Disney Company преузима власништво 30. јуна 1993. године за производњу независних филмовима и других жанрова, попут хорора и научне фантастике.